# Melina Martello
Melina Martello, pseudonimo di Amelia Angela Maria Martello (Milano, 16 aprile 1941), è una doppiatrice e direttrice del doppiaggio italiana.

## Biografia
Melina Martello è attiva sin dalla seconda metà degli anni sessanta e viene ricordata soprattutto per aver prestato la voce ad attrici del calibro di Diane Keaton, Kathleen Turner (tra i tanti La guerra dei Roses e La signora ammazzatutti) e Mia Farrow (in tutti i film con Woody Allen). Sul piccolo schermo doppia Elizabeth Montgomery (nel ruolo di Samantha Stephens) nel celebre telefilm Vita da strega, Cybill Shepherd nel ruolo di Maddie Hayes in Moonlighting e Catherine Hicks nel ruolo di Annie Camden in Settimo cielo. Attiva anche nel cinema d'animazione, presta la sua voce ai personaggi Disney di Duchessa ne Gli Aristogatti, Bianca in Le avventure di Bianca e Bernie, Lady Tremaine (matrigna di Cenerentola) in Cenerentola - Il gioco del destino, Biancaneve nel ridoppiaggio dell'omonimo film realizzato nel 1972 e la fagiana nel ridoppiaggio di Bambi realizzato nel 1968, mentre per la Dreamworks doppia la Signora Tweedy in Galline in fuga.
Tra le sue esperienze più durature e ancora in corso si ricorda la direzione del doppiaggio nella soap opera Beautiful e il doppiaggio nella stessa di Lesley-Anne Down. Tra le altre attrici doppiate Angie Dickinson, Candice Bergen, Catherine Deneuve, Charlotte Rampling, Blythe Danner, Jacqueline Bisset, Judy Davis, Susan Sarandon, Glenn Close nella serie televisiva Damages, Lena Olin nella serie Alias, e Susan Lucci in Devious Maids - Panni sporchi a Beverly Hills, di cui è anche direttrice del doppiaggio, e Brigitte Bardot in Le pistolere. È socia in esclusiva con la CVD in qualità di attrice e direttrice di doppiaggio. Nel luglio 2004 ha vinto il premio "Leggio d'oro miglior interpretazione femminile dell'anno" per il doppiaggio di Diane Keaton in Tutto può succedere - Something's Gotta Give.
È nipote degli attori e doppiatori Vittoria Martello e Mario Feliciani.

## Doppiaggio

### Film
- Diane Keaton in Balordi & Co. - Società per losche azioni capitale interamente rubato $ 1.000.000, Crimini del cuore, Misterioso omicidio a Manhattan, Il club delle prime mogli, L'aurora boreale,   Tutto può succedere - Something's Gotta Give, Amori in città... e tradimenti in campagna, La neve nel cuore, Perché te lo dice mamma, 3 donne al verde, Il buongiorno del mattino, Big Wedding, Mai così vicini, Ruth & Alex - L'amore cerca casa, Natale all'improvviso, Appuntamento al parco, Book Club - Tutto può succedere
- Mia Farrow in Una commedia sexy in una notte di mezza estate, Broadway Danny Rose, Supergirl - La ragazza d'acciaio, Hannah e le sue sorelle, Radio Days, New York Stories, Crimini e misfatti, Ombre e nebbia, Mariti e mogli, Reckless, Miracolo a mezzanotte, Arthur e il popolo dei Minimei, Arthur e la vendetta di Maltazard, Arthur e la guerra dei due mondi
- Candice Bergen in Quelli della San Pablo, Il vento e il leone, Una hostess tra le nuvole, The Women, Sex and the City, Natale con i tuoi, L'eccezione alla regola, The Meyerowitz Stories
- Catherine Deneuve in L'ultimo metrò, 8 donne e un mistero, Racconto di Natale, Potiche - La bella statuina, Tre cuori, Quello che so di lei, Le verità, Marcello mio
- Charlotte Rampling in Sequestro di persona, La caduta degli dei, Il quarto angelo, Basic Instinct 2, 45 anni, Assassin's Creed, Red Sparrow, Dune - Parte due
- Blythe Danner in Ti presento i miei, Mi presenti i tuoi?, Vi presento i nostri, Paul, (S)Ex List, Ho cercato il tuo nome, Strange But True
- Jacqueline Bisset in Abissi, Proibito, Padrona del suo destino, 11 settembre: Senza scampo, Un viaggio indimenticabile
- Kathleen Turner in La guerra dei Roses, Detective coi tacchi a spillo, La voce del silenzio, La signora ammazzatutti, Cenerentola per sempre, Moonlight & Valentino
- Lin Shaye in Insidious, Oltre i confini del male - Insidious 2, Insidious 3 - L'inizio, The Midnight Man, Insidious - L'ultima chiave
- Judy Davis in New Age - Nuove tendenze, Blood & Wine, Celebrity, Harry a pezzi, To Rome with Love
- Julie Andrews in Pretty Princess, Principe azzurro cercasi, Eloise al Plaza, Eloise a Natale, Bridgerton
- Ellen Burstyn in Scherzi del cuore, Interstellar, Adaline - L'eterna giovinezza, Pieces of a Woman
- Lena Olin in Chocolat, Casanova, Awake - Anestesia cosciente, The Reader - A voce alta
- Fiona Shaw in Harry Potter e la pietra filosofale, Harry Potter e la camera dei segreti, Harry Potter e il prigioniero di Azkaban, Harry Potter e l'Ordine della Fenice, IF - Gli amici immaginari
- Glenn Close in La fortuna di Cookie, Warcraft - L'inizio, La grande Gilly Hopkins, Back in Action
- Julie Christie in Hamlet, Neverland - Un sogno per la vita, La regola del silenzio - The Company You Keep
- Geraldine Chaplin in The Impossible, Sette minuti dopo la mezzanotte, Jurassic World - Il regno distrutto
- Sally Field in Mai senza mia figlia!, The Amazing Spider-Man, The Amazing Spider-Man 2 - Il potere di Electro, Hello, My Name Is Doris
- Susan Sarandon in Un amore sotto l'albero, Shall We Dance?, Gli ostacoli del cuore
- Sigourney Weaver in Ghostbusters II - Acchiappafantasmi II, Baby Mama, Ghostbusters, Ghostbusters: Legacy, The Good House, Il maestro giardiniere
- Carole Bouquet in Tutti pazzi in casa mia
- Irina Demick in Tiffany memorandum
- Francine Bergé in Somiglianza letale
- Sônia Braga in Wonder, Fatima, Omen - L'origine del presagio
- Julie Walters in Calendar Girls, Il ritorno di Mary Poppins
- Sissy Spacek in North Country - Storia di Josey, Old Man & the Gun
- Tippi Hedren in Il grande ruggito
- Miranda Richardson in Il mistero di Sleepy Hollow, The Hours
- Geneviève Bujold in Terremoto, Obsession - Complesso di colpa, The Eye - Lo sguardo
- Gena Rowlands in Basta guardare il cielo, Le pagine della nostra vita
- Dianne Wiest in L'amore secondo Dan, L'incredibile vita di Timothy Green
- Jessica Lange in Titus, Quel che resta di mio marito
- Elizabeth Dennehy in The Game - Nessuna regola, Horizon: An American Saga - Capitolo 1
- Jill Clayburgh in I diffidenti, Le amiche della sposa
- Angie Dickinson in Sfida oltre il fiume rosso
- Katharine Ross in Il laureato
- Lilli Carati in Il marito in vacanza
- Tess Harper in L'uomo della luna
- Gemma Jones in Rocketman, Cattiverie a domicilio, Bridget Jones - Un amore di ragazzo
- Melissa Leo in Stanno tutti bene - Everybody's Fine
- Fionnula Flanagan in The Others
- Mimi Kennedy in Midnight in Paris
- Lindsay Crouse in Insider - Dietro la verità
- Laura Antonelli in Nonostante le apparenze... e purché la nazione non lo sappia... All'onorevole piacciono le donne
- Deanna Dunagan in The Visit, La ragazza di Stillwater
- Darlene Cates in Buon compleanno Mr. Grape
- Jill Baker in Shakespeare in Love
- Paulette Goddard in Il grande dittatore (ridoppiaggio 1972)
- Martha Vickers in Il grande sonno (ed. 1975)
- Janet Leigh in L'infernale Quinlan (doppiaggio director's cut 2003)
- Bonnie Bartlett in L'agguato - Ghosts from the Past
- Florence Guérin in Storie di seduzione
- Hannelore Hoger in Heidi
- Catherine Spaak in La schiava io ce l'ho e tu no, Il sorpasso
- Edwige Fenech in La moglie in vacanza... l'amante in città, Zucchero, miele e peperoncino, 5 bambole per la luna d'agosto
- Blair Brown in The Sentinel - Il traditore al tuo fianco
- Eleonora Brown in Il giudizio universale
- Claudine Auger in Agli ordini del Führer e al servizio di Sua Maestà
- Barbara Bouchet in Spogliamoci così, senza pudor...
- Sarah Miles in Peccato d'amore, L'uomo che amò Gatta Danzante
- Nathalie Baye in Beautiful Lies, È solo la fine del mondo
- Teresa Gimpera in La battaglia d'Inghilterra
- O-Lan Jones in Mars Attacks!
- Dayle Haddon in 40 gradi all'ombra del lenzuolo
- Elina De Witt in Supercolpo da 7 miliardi
- Lindsay Wagner in Innamorarsi a Valentine
- Joanna Gleason in Last Vegas
- Cheng Pei-pei in Mulan
- Jacki Weaver in Penguin Bloom
- Concha Velasco in Possession - L'appartamento del diavolo
- Colette Descombes in Orgasmo
- Hélène Vincent in C'est la vie - Prendila come viene
- Elisa Montés in 7 dollari sul rosso
- Judith Light in The Menu
- Çiğdem Selışık Onat in Rosso Istanbul
- Annie Gorassini in Le monachine
- Jackie Hoffman in Glass Onion: Knives Out
- Pernilla August in Kursk
- Lily Tomlin in 80 voglia di Brady
- Corinna Kirchhoff in Paradise
- Lesley Manville ne La signora Harris va a Parigi, Back to Black
- Hayley Mills in Trap
- Talia Shire in Megalopolis
- Sylvia Chang in Moon - Il panda
- Anjelica Huston in Ballerina

### Film d'animazione
- Biancaneve (parte parlata) in Biancaneve e i sette nani (ed. 1972)
- Fagiana in Bambi (ed. 1968)
- Duchessa (parte parlata) in Gli Aristogatti
- Bianca (parte parlata) in Le avventure di Bianca e Bernie
- Signora Tweedy in Galline in fuga
- Regina Tuya in Il principe d'Egitto
- Fa Li in Mulan, Mulan II
- Lady Tremaine in Cenerentola - Il gioco del destino
- Fauna in Disney Princess: Le magiche fiabe - Insegui i tuoi sogni
- Nonna in Justin e i cavalieri valorosi
- Tristezza in Inside Out, Inside Out 2
- Jenny in Alla ricerca di Dory
- Nonna di Jimmy in Ralph spacca Internet
- Lila in Snoopy cane contestatore
- Gerda in Frozen - Il regno di ghiaccio
- Chairol Burnett in Toy Story 4
- Regina Guerriera dei Sette Mari in Ruby Gillman - La ragazza con i tentacoli
- Nonna in Mary e lo spirito di mezzanotte
- Flora in Once Upon a Studio

### Serie televisive
- Cybill Shepherd in Moonlighting, Brothers & Sisters - Segreti di famiglia
- Debra Jo Rupp in WandaVision, Agatha All Along
- Vicki Lawrence in The Cool Kids
- Diane Keaton in The Young Pope
- Glenn Close in Damages
- Judy Davis in Feud
- Sissy Spacek in Notte stellata
- Deirdre O'Connell in The Penguin
- Lena Olin in Alias
- Susan Lucci in Devious Maids - Panni sporchi a Beverly Hills
- Joan Collins in American Horror Story
- Elizabeth Montgomery in Vita da strega
- Candice Bergen in Sex and the City
- Andrea Evans, Lesley-Anne Down, Patrika Darbo e Alley Mills (2020-in corso) in Beautiful
- Sônia Clara in Adamo contro Eva
- Patti LuPone in Penny Dreadful
- Nyree Dawn Porter in La saga dei Forsyte
- Mia Farrow in The Watcher
- Julie Andrews in Bridgerton
- Susan Twist in Doctor Who

### Cartoni animati
- Fauna in House of Mouse - Il Topoclub, Sofia la principessa
- Tristezza ne Il primo appuntamento di Riley, Dream Productions
- Duchessa in House of Mouse - Il Topoclub
- Janet Reno (ep. 24.16) e Maxine Lombard (ep. 26x5) in I Simpson[2]
- Lujanne in Il principe dei draghi
- Michellee in Prosciutto e uova verdi
- Fata Smemorina ne Il meraviglioso mondo di Topolino

### Videogiochi
- Madre in Le cronache di Narnia: Il leone, la strega e l'armadio[3] (2005)
- Tristezza (Inside Out) in Disney Infinity 3.0 (2015)[4]